# 卡萨莱托-斯帕尔塔诺
卡萨莱托-斯帕尔塔诺（義大利語：Casaletto Spartano），是意大利萨莱诺省的一个市镇。总面积70平方公里，人口1476人，人口密度21.1人/平方公里（2009年）。ISTAT代码为065027。